# Ван Метер, Вики
Виктория Луиза Ван Метер (англ. Victoria Louise Van Meter; 13 марта 1982, Мидвилл, Пенсильвания, США — 15 марта 2008, там же) — американская лётчица, известная своими перелётами в детском возрасте. Покончила жизнь самоубийством.

## Биография
Виктория Луиза Ван Метер родилась в 1982 году в Пенсильвании. Она впервые управляла самолётом в 10-летнем возрасте. 20 сентября 1993 года в возрасте 11 лет она перелетела на Cessna 172 из Огасты, штат Мэн, в Сан-Диего, штат Калифорния. Год спустя она перелетела на Cessna 210 через Атлантический океан в Шотландию. В обоих случаях рядом с ней находился опытный пилот, однако Ван Метер сама управляла самолётом. После этих полётов она появилась на The Tonight Show с Джеем Лено и посетила Белый дом. На тот момент Ван Метер стала самым молодым пилотом, перелетевшим с востока на запад континентальные штаты, и самой молодой девушкой, перелетевшей Атлантический океан. 9 октября 1996 года после гибели 7-летней Джессики Дуброфф президент Билл Клинтон подписал закон, запрещающий несовершеннолетним предпринимать попытки пилотирования.
В 2003 году Ван Метер была представлена с 36 другими женщинами-пилотами на передвижной выставке «Женщины и полёт — портрет современных женщин-пилотов» (англ. Women and Flight — Portrait of Contemporary Women Pilots).
Ван Метер окончила Эдинборский университет по специальности уголовная юриспруденция. В течение двух лет была волонтёром организации «Корпус мира» в Молдавии. Далее работала в страховой компании. В марте 2008 года она была найдена мёртвой в собственном доме с огнестрельным ранением. Её смерть была признана самоубийством. По словам родственников Ван Метер, она страдала депрессией.